# Margarete Neumann (Schriftstellerin)
Margarete Neumann (* 19. Februar 1917 in Pyritz; † 4. März 2002 in Rostock) war eine deutsche Schriftstellerin und Lyrikerin, Mutter der Bildhauerin Dorothee Rätsch und des Schriftstellers Gert Neumann.

## Leben
Margarethe Neumann kam aus einer kleinbürgerlichen Familie. Sie studierte am sozialpädagogischen Seminar in Königsberg (Preußen) und arbeitete bis 1945 als Fürsorgerin in Heilsberg. Sie heiratete 1939, aber noch vor Ende des Zweiten Weltkriegs wählte ihr Mann den Freitod.  Sie floh 1945 aus Pommern in die Sowjetische Besatzungszone und arbeitete u. a. als Neubäuerin in Mecklenburg und Leichtmetallschweißerin in Halle (Saale). Sie war Hilfsarbeiterin im Neubrandenburger Ölheizgerätewerk und arbeitete später als Schichtarbeiterin in der Abteilung Gase des Petrolchemischen Kombinates Schwedt. Seit 1952 lebte sie als freie Schriftstellerin in Hohen Neuendorf, seit 1961 in Neubrandenburg. Sie galt als parteinahe Schriftstellerin und Vertreterin des sozialistischen Realismus in der DDR.
Nach der Wende lebte Neumann von 1991 bis 2001 in Sousse bzw. Hergla (Tunesien). Sie erlag einem Krebsleiden. Das Grab der Schriftstellerin befindet sich in Mallin.

## Werke
- Geliebtes Land, Gedichte (mit Günther Deicke und Lori Ludwig)

- Der Weg über den Acker, Roman, 1955
- Lene Bastians Geschichte, Novellen, 1956
- Der lange Weg, Erzählungen, 1958
- Der Zaunkönig, Erzählungen
- Brot auf hölzerner Schale, Gedichte, 1959
- Elisabeth, Erzählungen, 1960
- Der Wasserträger, Erzählungen, 1960
- Rumpelstilzchen, Hörspiel, 1960
- Das Aprikosenbäumchen, Kinderbuch, 1960
- Der Wunderbaum, Kinderbuch, 1960
- Der Spiegel, Erzählungen, 1962
- Der Totengräber, Roman, 1963
- Die Abenteuer des Obristen Hendrygk, Erzählung, 1963
- ... und sie liebten sich doch, Roman, 1966
- Die Liebenden, Roman, 1970
- Der grüne Salon, Roman, 1972
- Orenburger Tagebuch, Reisebericht, 1977
- Magda Adomeit, Roman, 1985
- Dies ist mein Leben ..., Erzählungszyklus, 1987
- Nach einem sehr langen Winter. Ausgewählte Erzählungen 1956-1987, Aufbau Verlag 1989, ISBN 3-351-01444-9
- Der Geistkämpfer. 2 Novellen um Barlach, Aufbau Verlag 1990, ISBN 3-351-00231-9
- Da Abend und Morgen einander berühren Die Webers und die Adomeits. Ein Roman, Aufbau Verlag 1990, ISBN 3-351-01621-2

## Preise
- 1957: Heinrich-Mann-Preis
- 1964: Fritz-Reuter-Preis der DDR
- 1977: Literaturpreis des Demokratischen Frauenbunds Deutschlands[3]
- 1989: Kunstpreis der Vereinigung der gegenseitigen Bauernhilfe